# 花葶翠雀花
花葶翠雀花（学名：Delphinium sinosaposum）是毛茛科翠雀属的植物，是中国的特有植物。分布在中国大陆的四川等地，生长于海拔3,500米的地区，多生于高山草地，目前尚未由人工引种栽培。